# Erin Kelly (écrivain)
Pour les articles homonymes, voir Erin Kelly (homonymie).
Erin Kelly, née à Londres le 22 juillet 1976, est une journaliste et auteur de thrillers.

## Biographie
Elle travaille comme journaliste indépendante pour des journaux et magazines tels que The Sunday Times, The Sunday Telegraph, the Daily Mail, the Express, The Mirror, Psychologies, The Guardian et Cosmopolitan.
En 2014, elle a publié  Broadchurch, un récit dramatique basé sur la première saison de la série télévisée britannique créée par Chris Chibnall intitulée Broadchurch, tournée en 2012 et diffusée depuis mars 2013.

## Œuvre

### Romans
- The Poison Tree (juin 2010) adapté à ITV, publié en français sous le titre L'Arbre au poison, aux éditions Lattès 2011.
- The Sick Rose (juin 2011)
- The Burning Air  (janvier 2013) publié en français sous le titre Un feu dans la nuit, aux Éditions Jean-Claude Lattès 2014.
- The Ties that Bind (mai 2014)
- Broadchurch : The Novel  (août 2014) inspiré par la première saison de Broadchurch diffusée sur ITV et publié en français sous le titre Broadchurch, aux éditions Delpierre en octobre 2014.
- He Said/She Said (2017)
- Stone Mothers (2019)